# Віппер Борис Робертович
Борис Робертович Віппер (латис. Boriss Vipers; 3 (15) квітня 1888, Москва — 24 січня 1967, Москва) — латвійський радянський мистецтвознавець, що спеціалізувався на західноєвропейському мистецтві, зокрема, на мистецтві Італії і Голландії, а також Росії і Латвії. Заслужений діяч мистецтв РСФРР (1959), член-кореспондент АМ СРСР (1962), професор (1918). Син історика Р. Ю. Віппера.
Навчався в Московському університеті (1906—1911), викладав у Московському (з 1915) і Латвійському (1924—1941) університетах. З 1944 року виконував обов'язки директора наукового відділу у Державному музеї образотворчих мистецтв ім. Пушкіна. Основні праці присвячені кардинальним проблемам історії мистецтва (питанням реалізму, боротьби напрямків, історії стилів і жанрів), вирізняються широтою узагальнень і охвату матеріалу, різнобічним аналізом історико-художніх процесів, точним виділенням визначальних якостей творів мистецтва.

## Твори
- (рос.) Проблема и развитие натюрморта, Казань, 1922;
- (латис.) Latvijas māksla baroka laikmetā, Rīga, 1937, (англ.) Baroque art in Latvia, Rīga, 1939;
- (рос.) Тинторетто. М., 1948;
- (рос.) Борьба течений в итальянском искусстве XVI века, М., 1956;
- (рос.) Становление реализма в голландской живописи XVII века, М., 1957;
- (рос.) Очерки голландской живописи эпохи расцвета (1640—1670), М., 1962;
- (рос.) Проблемы реализма в итальянской живописи XVII—XVIII вв., М., 1966;
- (рос.) Статьи об искусстве, М., 1970;
- (рос.) Введение в историческое изучение искусства, М., 1970;
- (рос.) Итальянский ренессанс XIII—XVI века (в 2-х томах), М., «Искусство», 1977.